# Мънисто
Мънѝсто (мн. ч. мъниста, още „синци“) е пробито разноцветно топче от стъкло, кехлибар или от други камъни за броеница или накит.

## История
Смята се, че мънистата са една от най-ранните форми на търговия между членовете на човешката раса. Търговията с мъниста е една от причините хората да развиват езика. Най-старите намерени мъниста са от пещера Blombos, на около 72 000 години, и в Ksar Akil в Ливан, на около 40 000 години.
През древността и Средновековието, хората използват нанизите от мъниста – броеници, за да не допускат грешки при преброяването на добитъка, стоките и други подобни. Така броениците издавали социалния статус на притежателя си. С времето, от чисто практична са придобили естетическа и икономическа функция.

## Типове мъниста
Мънистата могат да бъдат разделени на няколко типа припокриващи се категории, основани на различни критерии, като например материалите, от които са направени, процеса, използван при производството им, мястото или периода на произход, моделите на тяхната повърхност или общата им форма.

### Материали
Най-ранните мъниста са били изработени от естествени материали, които е можело да бъдат намерени и лесно пробити. В наши дни към естествените са добавени и синтетични материали. Най-разпространени са дърво, пластмаса, стъкло, метал и камък.

### Форма
Според формата си мънистата биват кръгли, квадратни или ромбоидни, овални, с форма на тръба или дребни мъниста (семена) за стан.

### Произход
Според произхода си, мънистата основно се дели на: африкански мъниста, австрийски кристал, чешки стъклени мъниста и старинни мъниста.

### Размер
Варира от размери по-малки от милиметър, до надхвърлящи 1 см.

## Обработка на повърхността
След оформянето на стъклени и кристални зърна могат да имат подобрен вид на повърхността чрез ецване на полупрозрачен замразен слой, нанасяне на допълнителен цветен слой или и двете. Aurora Borealis (AB) е повърхностно покритие, което разпространява светлината в дъгата. Други повърхностни покрития са витрал, лунна светлина, дорадо, сатен, звезден блясък и хелиотроп.
Имитиращи мъниста са мъниста, които са направени да изглеждат като по-скъп оригинален материал, особено в случая на фалшиви перли и симулирани скали, минерали и скъпоценни камъни, благородни метали и слонова кост. Ядките от палмата Tagua от Южна Америка се използват като заместител на слонова кост, тъй като търговията с естествена слонова кост е ограничена в световен мащаб.

## Приложение
Мънистата изпълняват различни функции: показ на богатство, символика – членство или принадлежност, защита – под формата на амулети, талисмани и магически приспособления, израз на артистичност и др.
Използват се:
- В бижутерията;
- В религиите – броениците се използват за броене на изречените молитви, направените поклони и други религиозни обреди (напр. броеницата на римските католици, мисбаха за мюсюлманите, джапамала – будистки молитвени мъниста и др.). Мънистата имат културно и социално значение в различни обществата. Присъстват в ритуали при раждане, сватба, погребални церемонии и религиозни практики (посвещения, тайнства);
- При изработката на талисмани, както и за направата на накити с послания към любимия. Символика носят не само формата, но и цветовете на мънистата;
- Срещу стрес;
- Като валута, напр. Агри мъниста от Гана;
- За игри, напр. owari мъниста за манкала;
- и др.